# Wiluna Shire
Koordinaten: 26° 35′ S, 120° 13′ O

Das Shire of Wiluna ist ein lokales Verwaltungsgebiet (LGA) im australischen Bundesstaat Western Australia. Das Gebiet ist 182.156 km² groß und hat etwa 750 Einwohner (2016).
Wiluna liegt im Zentrum des Staates etwa 700 bis 1200 Kilometer nordöstlich der Hauptstadt Perth. Der Sitz des Shire Councils befindet sich in der Ortschaft Wiluna, wo etwa 235 Einwohner leben (2016).

## Verwaltung
Der Wiluna Council hat sieben Mitglieder. Sie werden von allen Bewohnern der LGA gewählt. Wiluna ist nicht in Bezirke unterteilt. Aus dem Kreis der Councillor rekrutiert sich auch der Ratsvorsitzende und Shire President.